# James Maddock
James Michael Alexander Maddock (Leicester, 1962) è un cantautore britannico.

## Biografia
Originario di Leicester, ha pubblicato il suo primo album nel 1999 come "frontman" della band Wood, Songs from Stamford Hill, legato alla tradizione del rock classico. Dei brani presenti nel disco, Never a Day apre la colonna sonora del film Quando l'amore è magia - Serendipity., mentre Stay You, singolo estratto dal disco, viene incluso nella colonna sonora della serie Dawson's Creek.
In seguito si trasferisce a New York dove il suo stile musicale si affina prendendo ispirazione da Bruce Springsteen, dal soul e dal rock d'autore sulle stile di Van Morrison.
Ricompare nel 2010 con un nuovo album Sunrise on Avenue C, a cui segue un album dal vivo Live at Rockwood Music Hall, registrato appunto al Rockwood Music Hall di New York, seguito da un nuovo lavoro nel 2011, Wake Up and Dream.
Nei concerti è accompagnato da un gruppo di supporto composto da Oli Rockberger al piano, John Shannon alla chitarra, Aaron Comess alla batteria, Drew Mortali al basso e Leslie Mendelson ai cori.

## Discografia

### Album
- 1999 - Songs from Stamford Hill (Columbia) con i Wood
- 2010 - Sunrise on Avenue C
- 2010 - Live At Rockwood Music Hall
- 2011 - Wake Up and Dream (Casa del Fuego)
- 2013 - Another Life
- 2015 - The Green
- 2016 - Live In Italia con  Alex Valle
- 2017 - Insanity vs. Humanity
- 2018 - If It Ain't Fixed, Don't Break It
- 2020 - No Time to Cry
- 2021 - Little Bird in the Neighbourhood